# Болад Апіті
Болад Апіті (21 серпня 1985 , Діжон ) — французький фехтувальник на шаблях, бронзовий призер Олімпійських ігор 2024 року, чемпіон Європейських ігор.

## Виступи на Олімпіадах
| Олімпіада   | Дисципліна          | Місце |
| ----------- | ------------------- | ----- |
| Лондон 2012 | індивідуальна шабля | 18    |
| Токіо 2020  | індивідуальна шабля | 18    |
| Париж 2024  | індивідуальна шабля | 12    |
| Париж 2024  | командна шабля      | 3     |